# Association Sportive Saint-Raphaël Volley-Ball 2020-2021
Questa voce raccoglie le informazioni riguardanti l'Association Sportive Saint-Raphaël Volley-Ball nelle competizioni ufficiali della stagione 2020-2021.

## Organigramma societario
Area direttiva
- Presidente: Christine Girod

Area tecnica
- Allenatore: Alexis Farjaudon
- Allenatore in seconda: Liesbet Vindevoghel

## Rosa
| N° | Nome                 | Ruolo | Data di nascita   | Nazionalità sportiva |
| -- | -------------------- | ----- | ----------------- | -------------------- |
| 1  | Margaux Bouzinac     | P     | 4 settembre 1996  | Francia              |
| 2  | Anne-Laure Margirier | L     | 18 febbraio 1996  | Francia              |
| 4  | Mahé Mauriat         | P     | 23 maggio 2000    | Francia              |
| 5  | Jaalia Winters       | S     | 26 luglio 1997    | Stati Uniti          |
| 6  | Lynn Blenckers       | C     | 9 settembre 1994  | Paesi Bassi          |
| 7  | Laura Miloš          | S     | 20 ottobre 1994   | Croazia              |
| 9  | Fantine Gatard       | S     | 17 febbraio 1999  | Francia              |
| 11 | Bruna Pezelj         | S     | 15 gennaio 1999   | Francia              |
| 13 | Lara Davidović       | O     | 13 dicembre 1997  | Francia              |
| 14 | Clémence García      | C     | 20 gennaio 1997   | Francia              |
| 15 | Marjorie Apolinario  | C     | 12 settembre 1992 | Brasile              |